# Pictura/Skånska konstmuseum
Pictura/Skånska konstmuseum är en förening inom Lunds universitet som har funnits som studentdrivet galleri sedan 1981. Föreningen har dock anor tillbaka till 1861 då Skånska konstmuseum bildades vid Lunds universitet och Akademiska Föreningen. Namnkunniga utställningsansvariga har varit Oscar Reutersvärd och Ewert Wrangel. Båda var också professorer i konstvetenskap. Föreningen är delvis knuten till Institutionen för konst och musikvetenskap vid Lunds universitet men är öppen för alla. Förutom galleri har föreningen även fotogrupp, arkivgrupp och krokiteckning.
Föreningen hade förr lokaler i Lunds universitets huvudbyggnad, men är numera inhyst i lokaler bredvid Lunds Konsthall.